# The Monster (bài hát)
"The Monster" là bài hát của nghệ sĩ hiphop người Mỹ Eminem có sự kết hợp với nghệ sĩ thu âm người Barbados, Rihanna, được trích từ album phòng thu thứ 8 của anh ấy mang tên The Marshall Mathers LP 2. Bài hát được sáng tác bởi Marshall Mathers, Jon Bellion và Bebe Rexha trong khi đó nó được sản xuất bởi Frequency. "The Monster" đánh dấu sự kết hợp lần thứ 4 giữa Eminem và Rihanna, trước đó là "Love the Way You Lie" (cùng bản phối lại của nó) (2010) và "Numb" (2012). "The Monster" được phát hành vào ngày 29 tháng 10 năm 2013 như là đĩa đơn thứ 4 từ album. Lời bài hát nói về cách Rihanna đấu tranh với những con quỷ trong bản thân và Eminem nói đến những tiêu cực mà sự nổi tiếng mang đến.
Bài hát sau khi được phát hành đã nhận được rất nhiều ý kiến tích cực từ các nhà phê bình, họ đã so sánh nó với bài hát rất thành công trước đó của Eminem và Rihanna, "Love the Way You Lie". "The Monster" đạt thành công lớn trên các bảng xếp hạng quốc tế, nắm giữ vị trí quán quân tại 12 quốc gia bao gồm Úc, Canada, Pháp, Ireland, New Zealand, Thụy Sĩ, Vương Quốc Anh và Hoa Kỳ (Billboard Hot 100). Bài hát đem lại cho Eminem quán quân đầu tiên tại US Hot R&B/Hip-Hop Songs và nó cũng lọt vào top 10 tại Áo, Bỉ, Ý và Tây Ban Nha.
Video âm nhạc của bài hát miêu tả hình ảnh Eminem phải đi trị liệu tâm thần và anh phải đối mặt với "con quỷ" trong tâm trí mình bằng cách ngồi xem chuỗi hình ảnh đầy tính bạo lực, tệ nạn và cả những ký ức về gia đình với cô con gái Hailie Scott. Ngoài ra, Eminem cũng hồi tưởng lại khoảng thời gian thăng trầm trong sự nghiệp, thông qua những video âm nhạc trước đó của anh: My Name Is, Lose Yourself, The Way I Am... và đặc biệt là màn trình diễn cùng Elton John tại lễ trao giải Grammy 2001.

## Bối cảnh sản xuất và phát hành
Năm 2010, Eminem và Rihanna cho phát hành bài hát kết hợp chính thức đầu tiên của họ, đó là "Love the Way You Lie". Bài hát nhận được những đánh giá cao về nghệ thuật và đạt nhiều thành công về thương mại khi giữ ngôi quán quân tại Billboard Hot 100 trong 7 tuần liên tiếp. Đến cuối năm, "Love the Way You Lie" bán được 854.000 bản tại Vương Quốc Anh, giúp nó trở thành bài hát có doanh thu bán chạy nhất năm 2010 tại đây. Cũng trong năm đó, phần tiếp theo của bài hát, mang tên "Love the Way You Lie (Part II)" được phát hành, nó nằm trong album phòng thu thứ năm của Rihanna, Loud; và ngược lại với bản gốc trước đó, bài hát là những lời xuất phát từ quan điểm của người phụ nữ. Tháng 11 năm 2012, Eminem và Rihanna tiếp tục hợp tác với nhau trong "Numb", một bài hát nằm trong album phòng thu thứ 7 của Rihanna mang tên Unapologetic.
Tháng 11 năm 2012, nữ ca sĩ Bebe Rexha tại phòng thu Stadium Red ở Harlem, New York đã bắt đầu làm việc với những chất liệu âm nhạc mới cho album đầu tiên của cô. Rexha nói rằng cô ấy đang ở trong "một nơi thật sự tăm tối, một khoảng không gian tăm tối trong đầu. Phải tìm ra bạn đang ở đâu trong cuộc sống và cô gắng để đạt được và hoàn thành một công việc điên rồ, ngớ ngẩn nào đó. Bạn bị đánh gục bởi bản thân bạn và tôi chỉ cố gắng để thoát ra khỏi giai đoạn trầm cảm". Cô cũng nói thêm trong khoảng thời gian cô viết đoạn điệp khúc (the hook) cho "The Monster" thì trong đầu cô nghĩ ngay đến Eminem sẽ là người thích hợp nhất để trình diễn bài hát này. Cô cho biết nguồn cảm hứng đằng sau bài hát đó chính là quan niệm về "những con quái vật ở xung quanh chúng ta và chúng tồn tại trong chính con người chúng ta"; ngoài ra Rexha cũng tiết lộ cô thật sự thất vọng khi lúc đầu bài hát bị hãng đĩa Def Jam chối từ.
Giám đốc của hãng đĩa Shady, Riggs Morales, bắt đầu đi tìm một bài hát tiềm năng thành công cho album phòng thu thứ 8 của Eminem. Khi nhà sản xuất của "The Monster" là Frequency chơi thử cho Morales nghe thử thì ông có phần "hơi bối rối" và yêu cầu bỏ đi vài câu từ của bài hát, bản demo của nó trên Pro Tools được gửi ngay cho Eminem. Sau khi nghe bản demo bài hát, Eminem đã thêm lời do chính anh viết vào bài hát và điều chỉnh phần giai điệu của nó, tuy nhiên, Eminem đã tách phần hát của Rexha. Vào ngày 11 tháng 9 năm 2013, Rexha đã viết trên tài khoản Twitter của mình rằng cô ấy đã ghi âm "#monster" và gửi nó đến cho một những nghệ sĩ mà cô yêu thích nhất. Vào ngày 22 tháng 10, Eminem tiết lộ danh sách bài hát cho album phòng thu thứ 8 của anh mang tên The Marshall Mathers LP 2, bao gồm cả "The Monster" với nghệ sĩ hợp tác là Rihanna. Một thời gian sau khi cho ra mắt bài hát, trả lời phỏng vấn MTV News về sự kết hợp trở lại với Rihanna, Eminem nói: "Nhận thức về các đĩa nhạc, về điều chúng đang nói, tôi nghĩ đó là một ý kiến hay khi có cô ấy góp giọng. Và một điều nữa tôi thường nói với cô ấy khi tiến hành ghi âm đó là: Tôi nghĩ mọi người nhìn nhận chúng tôi có một chút gì đó của sự điên rồ".

## Tiếp nhận phê bình
"The Monster" nhận được những đánh giá tích cực từ các nhà phê bình. Từ tờ IBTimes, Tarun Mazumdar có những nhận xét tích cực dành cho bài hát khi ca ngợi những "ca từ đáng nhớ" của nó và giọng hát "có hồn" của Rihanna và chấm điểm nó 3.5 trên 5. Amy Sciaretto của PopCrush cũng có những đánh giá tương tự và lưu ý rằng "nó không phải hoàn toàn nghiêng về sự mạnh mẽ hay tình cảm như quan hệ trước đó". Allan Raible của ABC News cũng rất thích bài hát, gọi nó là "điểm nhấn trong sự nghiệp" và là "một bài thơ cá nhân về cuộc đời anh ấy". Bill Lamb của About.com cũng có những suy nghĩ tương tự, cho rằng trong nội tâm Eminem "cho vay mượn những bài hát cam kết có sức mạnh" trong khi đó cũng ca ngợi giọng hát của Rihanna. Mike Wass đến từ Idolator lưu ý rằng mặc dù bài hát không đáp ứng đủ yêu cầu tiêu chuẩn của sự hợp tác trước đây của bộ đôi nhưng vẫn không thể phủ nhận sự hấp dẫn của nó và nó có đầy đủ tất cả để thành công khi xuất hiện tại top 40 trên radio. Keith Murphy của Vibe ca ngợi nội dung trữ tình của bài hát nhưng mặt khác cô cũng đã tìm ra những điểm mờ nhạt của nó. Jim Farber của tờ The New York Daily News tìm thấy sự thua kém hơn của bài hát với đĩa đơn trước đó của Eminem, "Rap God" và cho rằng nó quá giống "Love the Way You Lie"; tuy nhiên anh cũng có đánh giá rằng "ít nhất thì Em cũng có được những câu hát hay trong một bài hát mới". Tạp chí XXL xếp "The Monster" tại vị trí thứ 19 trong danh sách những bài hát hay nhất năm 2013.

## Diễn biến trên bảng xếp hạng và thành công thương mại

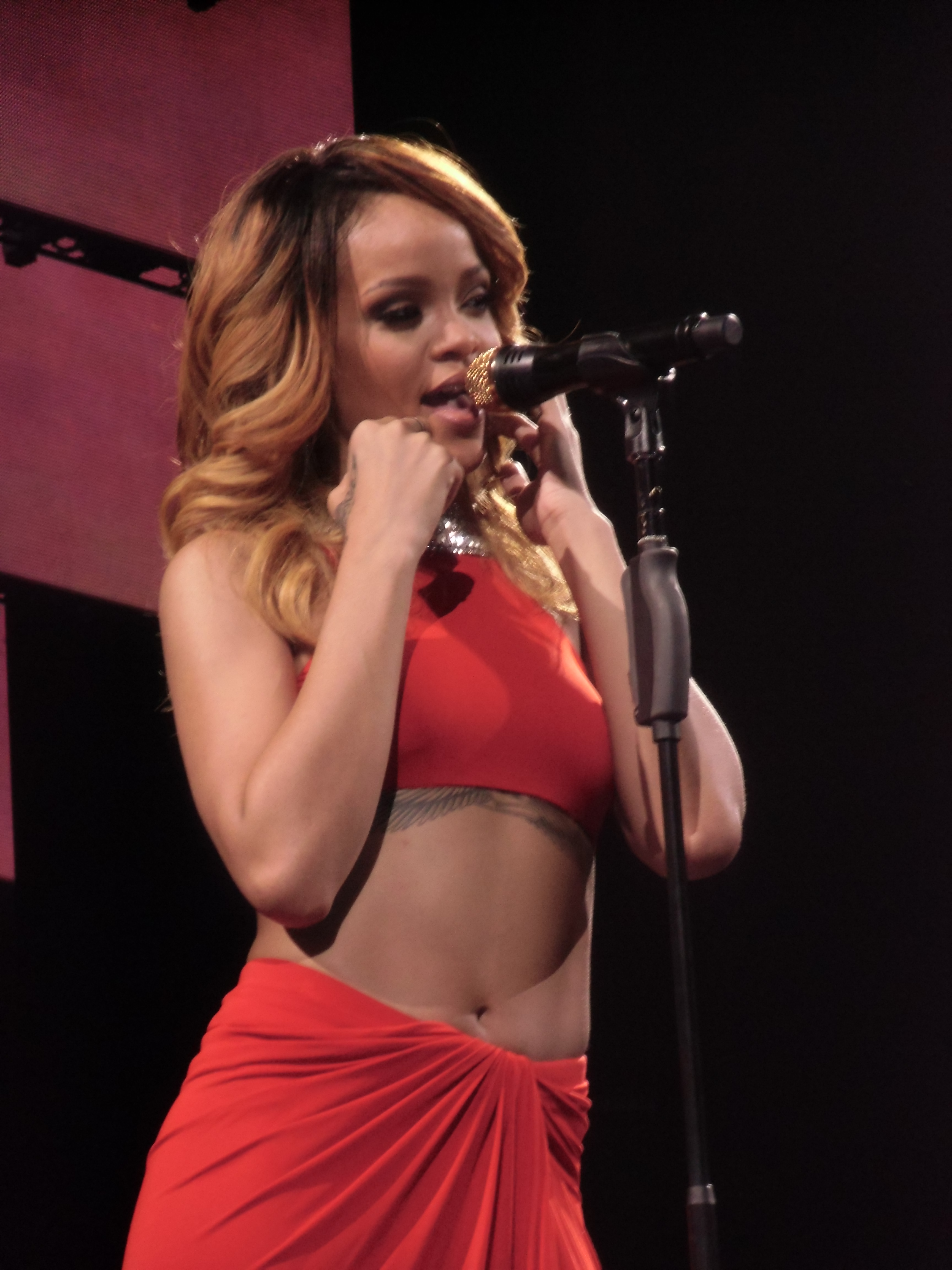
"The Monster" trở thành đĩa đơn thứ 13 của Rihanna đứng đầu bảng xếp hạng Billboard Hot 100, cô cùng với Michael Jackson trở thành nghệ sĩ sở hữu lượng đĩa đơn quán quân nhiều thứ tư trong lịch sử của bảng xếp hạng, cũng như trở thành nghệ sĩ đơn ca sở hữu 13 đĩa đơn quán quân trong thời gian ngắn nhất, vượt qua kỷ lục của Mariah Carey.

"The Monster" có mặt trong tuần đầu tiên tại Billboard Hot 100 ở vị trí 3 vào ngày 6 tháng 11 năm 2013, trở thành bài hát thứ ba của Eminem có thứ hạng tuần đầu cao nhất, đứng sau "Not Afraid" (No.1, 2010) và "Love the Way You Lie" (No.2, 2010). Cũng cùng thành tích trên đó là "Berzerk" với vị trí 3 ngay tuần đầu tại Hot 100. Với vị trí này thì đây là bài hát thứ 25 của Rihanna lọt vào được top 10, giúp cô ngang hàng với Elvis Presley với danh hiệu những nghệ sĩ có nhiều bài hát lọt top 10 nhất trong lịch sử bảng xếp hạng. Thành tích này cũng đã giúp Rihanna vinh dự trở thành nữ nghệ sĩ có tốc độ đưa các đĩa đơn vào top 10 nhanh nhất (chỉ với 8 năm 4 tháng kể từ đĩa đơn đầu tay của cô), vượt qua Madonna ba tháng. Hơn nữa, "The Monster" giúp Rihanna có được bài hát thứ 45 lọt vào được Hot 100, cùng với Mariah Carey trở thành những nữ nghệ sĩ có nhiều bài hát lọt bảng xếp hạng nhất. Bài hát đồng thời có mặt ở vị trí quán quân tại US Digital Songs với 373.000 bản được tiêu thụ. Sự kết hợp này đánh dấu lần thứ 9 quán quân tại đây của Eminem, đưa anh lên vị trí 3 với danh hiệu những nghệ sĩ có nhiều quán quân nhất lịch sử bảng xếp hạng, đứng sau Katy Perry (10) và Rihanna (13). Bài hát xuất hiện tuần đầu tiên ở vị trí 31 tại US Radio Songs, trở thành bài hát có thành tích tuần đầu cao thứ hai của Eminem chỉ sau "Just Lose It" (No.17, 2004). Cũng trong cùng thời điểm, "The Monster" ra mắt ở vị trí quán quân tại R&B/Hip-Hop Songs, trở thành bài hát đầu tiên quán quân của Eminem tại bảng xếp hạng này và với Rihanna là lần thứ ba. Bài hát cũng đạt quán quân tại US Rap Songs, trở thành bài hát đầu bảng tương ứng thứ 6 và thứ tư của Eminem và Rihanna.
Bài hát dẫn đầu bảng xếp hạng Hot 100 trong vòng 6 tuần, sau khi giữ tại vị trí á quân 4 tuần trước đó. Bài hát đánh dấu là đĩa đơn thứ 13 của Rihanna quán quân tại Hoa Kỳ, giúp cô xếp ngang hàng với Michael Jackson và cả hai được xếp ở vị trí thư ba trong số những nghệ sĩ có nhiều quán quân nhất lịch sử 55 năm của bảng xếp hạng. Ngoài ra, Rihanna trở thành nghệ sĩ có tốc độ đưa các đĩa đơn của mình lên vị trí quán quân nhanh nhất, với 13 quán quân thì cô đã vượt qua kỉ lục của Mariah Carey (7 năm 8 tháng 19 ngày) và hiện tại cô chỉ thua nhóm nhạc The Beatles về kỷ lục này. Bài hát cũng xếp đầu bảng tại Billboard Radio Songs, trở thành bài đầu bảng tương ứng thứ 3 và thứ 12 của Eminem và Rihanna; Rihanna cũng đã vượt mặt Mariah Carey cho danh hiệu nghệ sĩ có nhiều quán quân nhất tại Radio Songs. Về phía Eminem, anh ấy đã xếp ngang với P. Diddy và Ludacris cho danh hiệu những rapper có nhiều quán quân nhất bảng xếp hạng Billboard Hot 100, chia đều mỗi người 5 quán quân. Tính đến tháng 1 năm 2014, "The Monster" đã tiêu thụ được trên 2 triệu bản chỉ tính riêng thị trường Hoa Kỳ.
Tại Canada, bài hát có mặt tại vị trí quán quân tại Canadian Hot 100 với 53.000 bản được bán ra, trở thành đĩa đơn được tiêu thụ nhanh và mạnh nhất trong tuần đầu tiên của Eminem tại đây, xếp sau là "Berzerk" với 50.000 bản. Tại Vương Quốc Anh, "The Monster" dẫn đầu bảng xếp hạng UK Singles Chart vào ngày 3 tháng 11 năm 2013 và cho đến ngày cuối tuần là ngày 9 tháng 11 năm 2013 thì nó tiêu thụ được 74.674 bản, mặc dù nó đã được phát hành vào Thứ Ba tuần trước và gặp bất lợi khi phát hành trễ 48h so với kế hoạch. Sang tuần tiếp theo, nó bán được 96.059 bản và bị rơi xuống vị trí á quân, cho dù tuần này nó bán được nhiều hơn tuần nó đạt vị trí quán quân. Bài hát đánh dấu là đĩa đơn quán quân thứ 8 của cả Eminem và Rihanna tại đất nước này. Nó cũng trở thành bài hát quán quân đầu tiên của Eminem với tư cách là nghệ sĩ hát chính kể từ bài hát "Like Toy Soldiers" (2005); tuy nhiên thì Eminem cũng có quán quân vào năm 2006 với tư cách là nghệ sĩ kết hợp trong "Smack That" của nam ca sĩ Akon. Về phía Rihanna, với vị trí quán quân này đã xếp ngang cô với Elvis Presley và The Beatles trong lịch sử bảng xếp hạng như là một trong ba nghệ sĩ ghi được 7 quán quân tại Anh trong vòng 7 năm liên tiếp.

## Video âm nhạc
Video âm nhạc cho "The Monster" là video thứ ba của Eminem được đạo diễn bởi nhà làm phim người Mỹ Rich Lee. Video được tiến hành quay vào ngày 20 tháng 11 năm 2013 tại Detroit. Nó được phát hành vào ngày 16 tháng 12 năm 2013, trong đó có sử dụng hình ảnh trong các video khác của anh bao gồm "My Name Is", "Lose Yourself", "The Way I Am" và phần trình diễn bài hát "Stan" của anh với Elton John tại Lễ trao giải Grammy năm 2001.

## Phiên bản cover
Nghệ sĩ guitar người Nga - Mĩ Alex Feather Akimov đã cho phát hành phiên bản cover guitar của "The Monster", bản ghi âm đã được công nhận bởi Billboard.biz.

## Danh sách bài hát
- CD single

1. "The Monster" (Explicit) (featuring Rihanna) — 4:10
2. "The Monster" (Edited) (featuring Rihanna) — 4:10

## Bảng xếp hạng
| BXH (2013)                                 | Vị trí cao nhất |
| ------------------------------------------ | --------------- |
| Úc (ARIA)                                  | 1               |
| Áo (Ö3 Austria Top 40)                     | 6               |
| Bỉ (Ultratop 50 Flanders)                  | 2               |
| Bỉ (Ultratop 50 Wallonia)                  | 7               |
| Canada (Canadian Hot 100)                  | 1               |
| Đan Mạch (Tracklisten)                     | 2               |
| Phần Lan (Suomen virallinen lista)         | 1               |
| Pháp (SNEP)                                | 1               |
| Đức (GfK)                                  | 3               |
| Greece Airplay (IFPI)                      | 17              |
| Greece Digital Songs (Billboard)           | 2               |
| Hungary (Rádiós Top 40)                    | 30              |
| Hungary (Single Top 40)                    | 2               |
| Ireland (IRMA)                             | 1               |
| Ý (FIMI)                                   | 9               |
| Hà Lan (Single Top 100)                    | 3               |
| New Zealand (Recorded Music NZ)            | 1               |
| Na Uy (VG-lista)                           | 1               |
| Ba Lan (Polish Airplay Top 100)            | 1               |
| Scotland (OCC)                             | 1               |
| Tây Ban Nha (PROMUSICAE)                   | 9               |
| Thụy Điển (Sverigetopplistan)              | 1               |
| Thụy Sĩ (Schweizer Hitparade)              | 1               |
| Anh Quốc (OCC)                             | 1               |
| Anh Quốc R&B (OCC)                         | 1               |
| Hoa Kỳ Billboard Hot 100                   | 1               |
| Hoa Kỳ Adult Pop Airplay (Billboard)       | 30              |
| Hoa Kỳ Dance Club Songs (Billboard)        | 39              |
| Hoa Kỳ Hot R&B/Hip-Hop Songs (Billboard)   | 1               |
| Hoa Kỳ Pop Airplay (Billboard)             | 1               |
| Venezuela Pop Rock General (Record Report) | 1               |

| BXH (2013)                               | Vị trí |
| ---------------------------------------- | ------ |
| New Zealand (Recorded Music NZ)          | 34     |
| Hoa Kỳ Hot R&B/Hip-Hop Songs (Billboard) | 42     |
| Hoa Kỳ Rap Songs (Billboard)             | 32     |
| Úc (ARIA)                                | 24     |
| Ý (FIMI)                                 | 87     |

## Chứng nhận
| Quốc gia                                                                           | Chứng nhận  | Số đơn vị/doanh số chứng nhận |
| ---------------------------------------------------------------------------------- | ----------- | ----------------------------- |
| Anh Quốc (BPI)                                                                     | Vàng        | 400.000^                      |
| Canada (Music Canada)                                                              | 2× Bạch kim | 160.000^                      |
| Đan Mạch (IFPI Đan Mạch)                                                           | Bạch kim    | 30.000^                       |
| New Zealand (RMNZ)                                                                 | Bạch kim    | 15.000*                       |
| Thụy Điển (GLF)                                                                    | 2× Bạch kim | 40.000‡                       |
| Thụy Sĩ (IFPI)                                                                     | Bạch kim    | 30.000^                       |
| Úc (ARIA)                                                                          | 2× Bạch kim | 140.000^                      |
| Ý (FIMI)                                                                           | Vàng        | 15.000*                       |
| * Chứng nhận dựa theo doanh số tiêu thụ. ^ Chứng nhận dựa theo doanh số nhập hàng. |             |                               |